# Starfish Prime

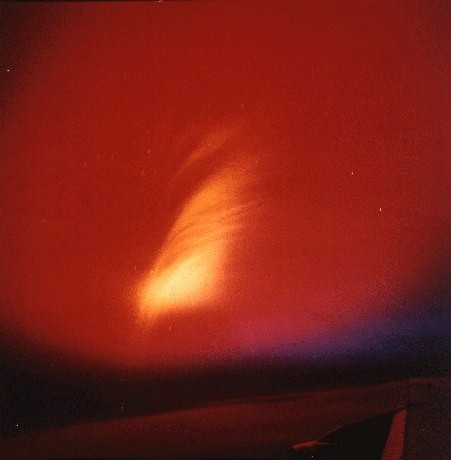
La palla di fuoco che si estende lungo il campo magnetico terrestre vista da un aereo di sorveglianza.

Starfish Prime fu un test nucleare ad alta quota eseguito dagli Stati Uniti il 9 luglio 1962 nell'ambito dell'Operazione Fishbowl, parte della più vasta Operazione Dominic. Il test vedeva impegnati congiuntamente la Commissione per l'energia atomica (Atomic Energy Commission) e l'Agenzia militare per la difesa atomica (Defense Atomic Support Agency).
Dopo un primo tentativo fallito del 20 giugno, una testata termonucleare W-49 trasportata da un missile Thor esplose alla quota di circa 400 km al di sopra di un punto posto a 31 km a sud ovest dell'atollo Johnston, nell'oceano Pacifico, sviluppando una potenza di circa 1,45 megatoni.
Nel complesso gli Stati Uniti hanno condotto cinque esperimenti atomici nello spazio, di cui Starfish Prime fu quello che produsse l'esplosione di maggiore potenza.

## Contesto
Il test aveva come obiettivo quello di valutare:

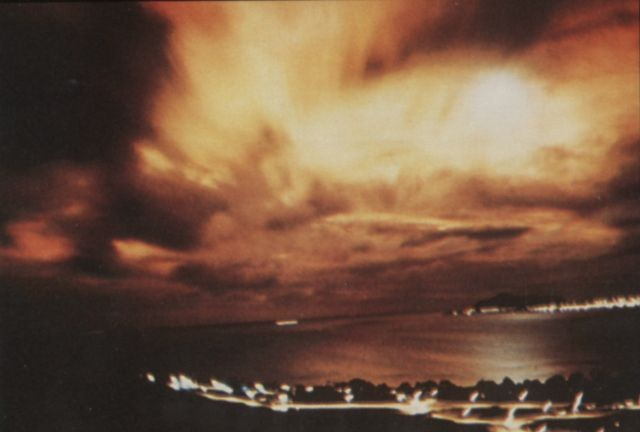
Il lampo dell'esplosione visto nel cielo di Honolulu, a di distanza

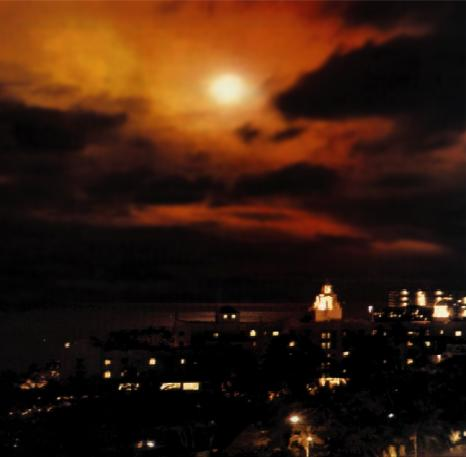
Un'altra immagine di Starfish nel cielo di Honolulu

- le caratteristiche di una detonazione nucleare ad alta quota e le sue conseguenze;
- la possibilità di distruggere i missili balistici tramite una detonazione nucleare ad alta quota;
- gli effetti della detonazione nucleare ad alta quota sui sistemi radar;
- gli effetti della detonazione nucleare ad alta quota sui sistemi di comunicazione a lungo raggio;
- la possibilità di individuare una detonazione nucleare ad alta quota, affinando i sistemi di rilevamento.

Un test iniziale fu programmato per il 20 giugno 1962. Un minuto dopo il lancio, tuttavia, quando il razzo si trovava ad un'altitudine di 10 km, il malfunzionamento del motore portò ad annullare il test con l'attivazione da terra del comando di autodistruzione del razzo. Detriti del razzo e dell'ordigno nucleare caddero sull'atollo di Johnston, causando la contaminazione da radiazioni di una vasta area.

## Evento
Il 9 luglio 1962, alle 09:00:09 nel tempo coordinato universale (UTC) (11:00:09 p.m. del 8 Luglio, ora locale di Honolulu), il test Starfish Prime produsse una detonazione di 1,4 Megatoni ad una altitudine di 400 km sul punto di coordinate: 16°28′N e 169°38′W. L'ordigno termonucleare esplose dopo 13 minuti e 41 secondi dal lancio del razzo vettore Thor, partito dall'atollo Johnston. Durante l'esperimento vennero lanciati ulteriori 27 piccoli razzi, destinati a raccogliere informazioni e misure dell'esplosione. Ulteriori strumenti scientifici vennero lanciati da Barking Sands a Kauai, nelle isole Hawai. In aggiunta molte imbarcazioni della Marina degli Stati Uniti prestarono attività di supporto. Il test fu seguito anche da due imbarcazioni scientifiche sovietiche.

## Effetti

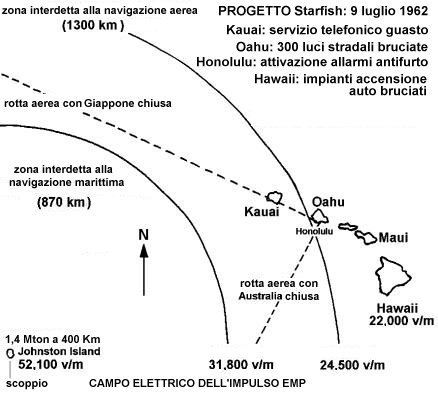
Effetti indotti dell'esplosione nucleare Starfish del 9 luglio 1962 sulle isole Hawaii distanti oltre 1300 km dal sito della detonazione

L'assenza quasi completa di aria ad un'altitudine di 400 km ha impedito la formazione del familiare fungo nucleare. In compenso le particelle beta rilasciate dall'esplosione e catturate dal campo magnetico terrestre ha dato luogo a bagliori ed effetti simili ad aurore boreali visibili fino in Nuova Zelanda.
L'esperimento produsse un impulso elettromagnetico molto superiore a quello previsto, mandando fuori scala molte delle apparecchiature predisposte alla sua misura, rendendo pertanto difficile una stima precisa di questo fenomeno. Gli impulsi produssero diversi danni alle installazioni civili nelle isole Hawai a quasi 1500 km di distanza dal punto dell'esplosione: lampioni, televisori, radio e altri dispositivi elettronici furono messi fuori servizio dall'esplosione. Il danneggiamento delle comunicazioni radio su microonde di una compagnia telefonica, fece sì che Kauai rimanesse isolata dal resto delle isole Hawai.
Alcuni elettroni ad alta energia rilasciati dall'esplosione sono rimasti intrappolati nel campo magnetico terrestre, formando delle cinture intorno alla magnetosfera con conseguente aumento delle radiazioni presenti nelle fasce di Van Allen. Sebbene la semivita di questi elettroni fosse stimata essere di pochi giorni, alcuni di loro rimasero in orbita per oltre 5 anni, causando problemi al funzionamento di alcuni satelliti artificiali. A parte quelli danneggiati nell'immediatezza dell'esplosione dall'impulso elettromagnetico, si è rilevato un degrado molto rapido dei pannelli solari e dell'elettronica di altri sette satelliti, incluso il primo satellite di telecomunicazioni commerciale Telstar 1, lanciato il giorno prima del test. Si stima che in totale, l'esplosione ha avuto conseguenze su un terzo dei veicoli spaziali presenti su orbite basse al momento dell'esplosione.
Il satellite Explorer 15 fu lanciato il 27 ottobre 1962, con il compito di studiare le radiazioni residue provocate dal test.
Si cominciò anche a temere che l'aumento del livello di radiazioni potesse essere letale per gli astronauti: nelle settimane successive al test era in programma il volo spaziale di Walter Schirra come parte del programma Mercury. Pochi giorni dopo il volo di Schirra, un portavoce dell'Air Force annunciò che se l'astronauta avesse volato sopra i 640 km sarebbe stato ucciso dalle radiazioni residue di Starfish Prime.
La bomba impiegata durante l'esperimento conteneva un isotopo del cadmio che fu usato come tracciante per capire i flussi stagionali di aria fra masse polari e tropicali.